# 中国ソーセージ
中国ソーセージ（ちゅうごくそーせーじ、別称として中華ソーセージとも）とは、中国発祥の様々な種類のソーセージの総称。華南地方のものは、一般に広東語由来のラプチョン(簡体字: 腊肠; 繁体字: 臘腸; 拼音: làcháng; 粤拼: laap6 coeng2; イェ―ル式: laahp chéung)の呼称で知られている。

## 種類
中国ソーセージには、脂身から作られるものと、赤身から作られるものがある。新鮮な豚肉を使ったものから、豚のレバーや鴨のレバー、さらには七面鳥のレバーを使ったものまで、さまざまな種類のものがある。普通、レバーから作られるソーセージは、他の部位から作られるソーセージよりも色が濃い。近年は、鶏肉の中国ソーセージを製造する国もある。

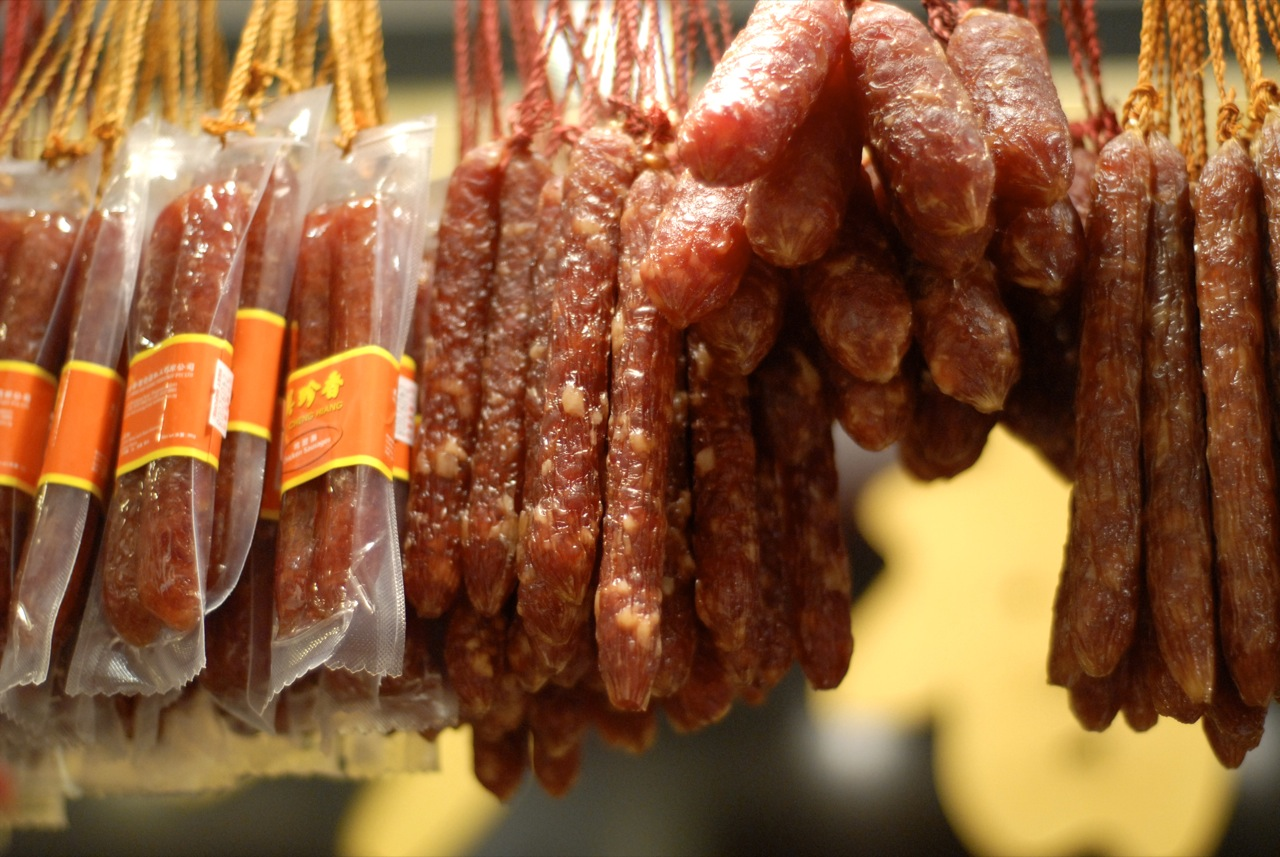
中国ソーセージの乾燥

- 臘腸（ラプチョン）は乾燥した硬いソーセージであり、普通は豚肉と豚脂から作られる。通常は燻製にし、甘く味付けした後、バラ水や米酒、醤油で味付けする[1]。
- 香腸は、粗みじん切りにした豚肉と未精製豚脂からなる、新鮮で弾力ある食感のソーセージ。味はやや甘め。
- 糯米腸は、もち米と調味料を腸に詰め、蒸して、あるいは茹でて作る白色のソーセージ。地方によっては、朝鮮半島のスンデと同様、血液をつなぎにする。
- 血腸は、血液を主たる材料とする（ブラッドソーセージ）中国ソーセージである。
- 白肉血腸は、中国東北部で一般的なソーセージの一種で、血液の混合液の中に刻んだ肉が入ったもの。
- 貫腸は、新鮮な肉で作られている、長い形状の赤いソーセージ。

## 地域別の中国ソーセージ

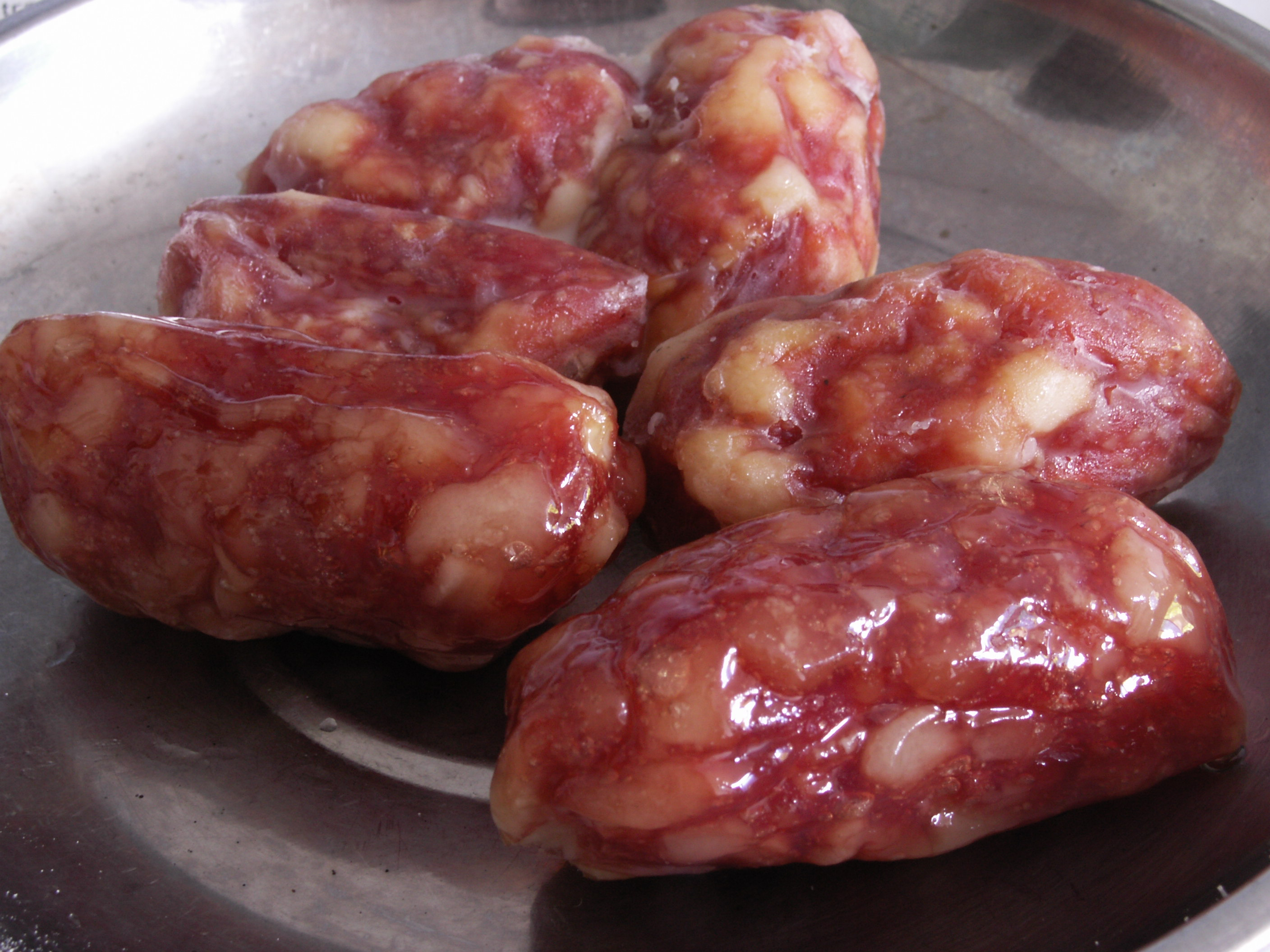
短い広東風ドライソーセージ

中国ソーセージは、華南に位置する広東省、福建省、江西省、四川省、湖南省のほか、香港や台湾において、数多くの料理の材料として用いられている。このうち四川省の中国ソーセージは、赤唐辛子粉やカホクザンショウ粉、郫県豆板醤が入っており、独特な風味が特徴である。伝統的な無包装の中国ソーセージは、大抵の場合は屋台や水上マーケットで見られる。

### 紅腸

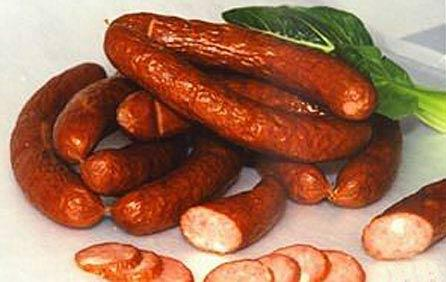
ハルビンの燻製ソーセージ

中国東北部、特に黒竜江省最大の都市であるハルビンの名物料理である紅腸は、ポーランドのキールバサやリトアニアのスキランディに似た燻製風味の赤いソーセージで、粗挽きの食感かつ他の中国ソーセージよりもヨーロッパのソーセージに近い風味である。
1909年3月、ハルビン・道里区にあったロシア資本の「秋林ソーセージ工場」で、リトアニア人スタッフによってはじめて製造された。
中国語での別名として「里道斯」があるが、これはロシア語の"колбаса литовская"（原義は「リトアニアソーセージ」）に由来するものである。
紅腸はその後、特に華北地方で普及した。華南のソーセージに似た、甘口の乾燥ソーセージも製造されている。
中国語においては、「紅腸」は中国における他の赤いソーセージを指すこともある。これにはファールコルブソーセージをアレンジした上海の大紅腸も含まれる。前述の「里道斯」という用語は、ハルビンのものを明確に区分して呼称するために用いられる。

## 中国国外における中国ソーセージ

### ベトナム
ベトナム語では、中国ソーセージはlạp xưởngあるいはlạp xườngと呼称される。中国ソーセージはシンプルなオムレツから複雑なメインコースまで、料理に用いられている。中国ソーセージは塩辛いため、味のバランスを取るために他の食材と一緒に適量用いられる。ベトナムの中国ソーセージは豚肉（lạp xưởng heo）、あるいは鶏肉（lạp xưởng gà）から作られるが、後者の方がさっぱりした味わいになる。トゥン・ロ・モー（チャム語：ꨓ ꨭꩂ ꨤ ꨯ ꨱ ꨥ tung lò mò）は、ベトナム南部のイスラム教徒であるチャム族が作る類似のソーセージで、牛肉を材料とする。

### ミャンマー
ビルマ語では、キェット・ウ・ギャウン（原義は鶏肉ソーセージ：ကြက်အ）またはウェット・ウ・ギャウン（原義は豚肉ソーセージ：ဝက်အ）と呼ばれる。ミャンマーで作られる中国ソーセージは、中国やシンガポールのものに比べて肉厚かつ小ぶりである。炒飯に入れたり、キャベツなどの野菜と炒めたりして食べる。

### フィリピン

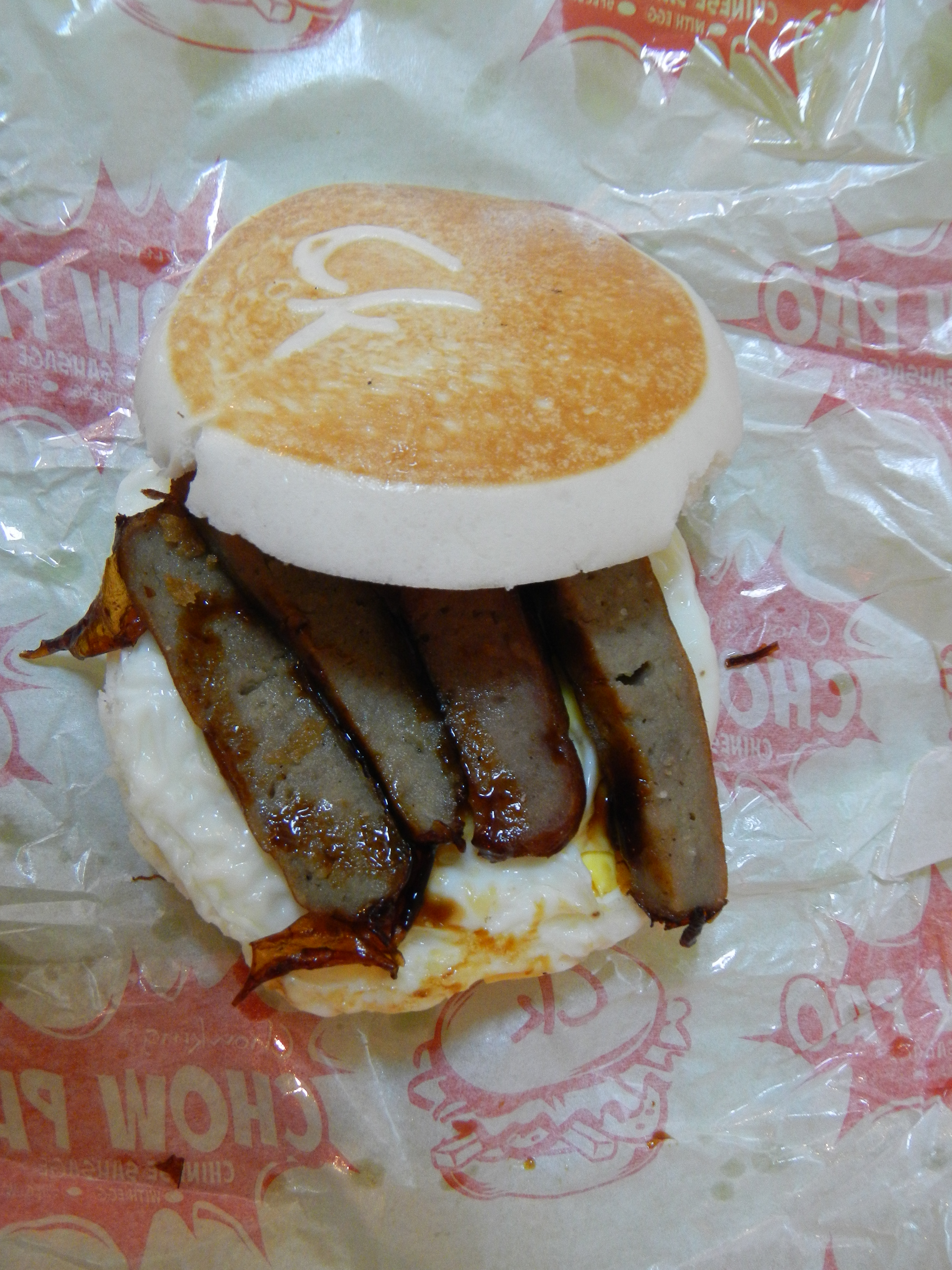
フィリピンのチェーン店・チョーキングにおける中国ソーセージの卵入りチョウパオ

フィリピンでは、中国ソーセージはシオパオ・ボラボラなど、いくつかのフィリピン風中華料理で材料として用いられる。フィリピン在来のソーセージである「チョリソー・デ・マカオ」と混同・代用されることもある。（チョリソー・デ・マカオは「中国チョリソー」としても知られている）チョリソー・デ・マカオは中国ソーセージに起源があるわけではないが、その名称はフィリピンにおいて中華料理を連想させるスターアニスを用いることにちなんでいる。

### 台湾
台湾でも中国ソーセージは製造されているが、広東風のように乾燥させることは稀である。脂肪と肉が乳化され、砂糖が大量に用いられることで、より甘みのある味に仕上がっている。これらのソーセージは通常、地元の肉屋によって製造され市場で売られるか、家庭で作られる。この種のソーセージは中国語で「香腸」と呼ばれ、字義通り「香りのよいソーセージ（腸詰め）」を意味する。

### シンガポール
シンガポールでは、伝統的なソーセージよりも健康的な創作中国ソーセージが製造されている。低脂肪・塩分控えめ・高食物繊維な中国ソーセージは、その例である。

### タイ

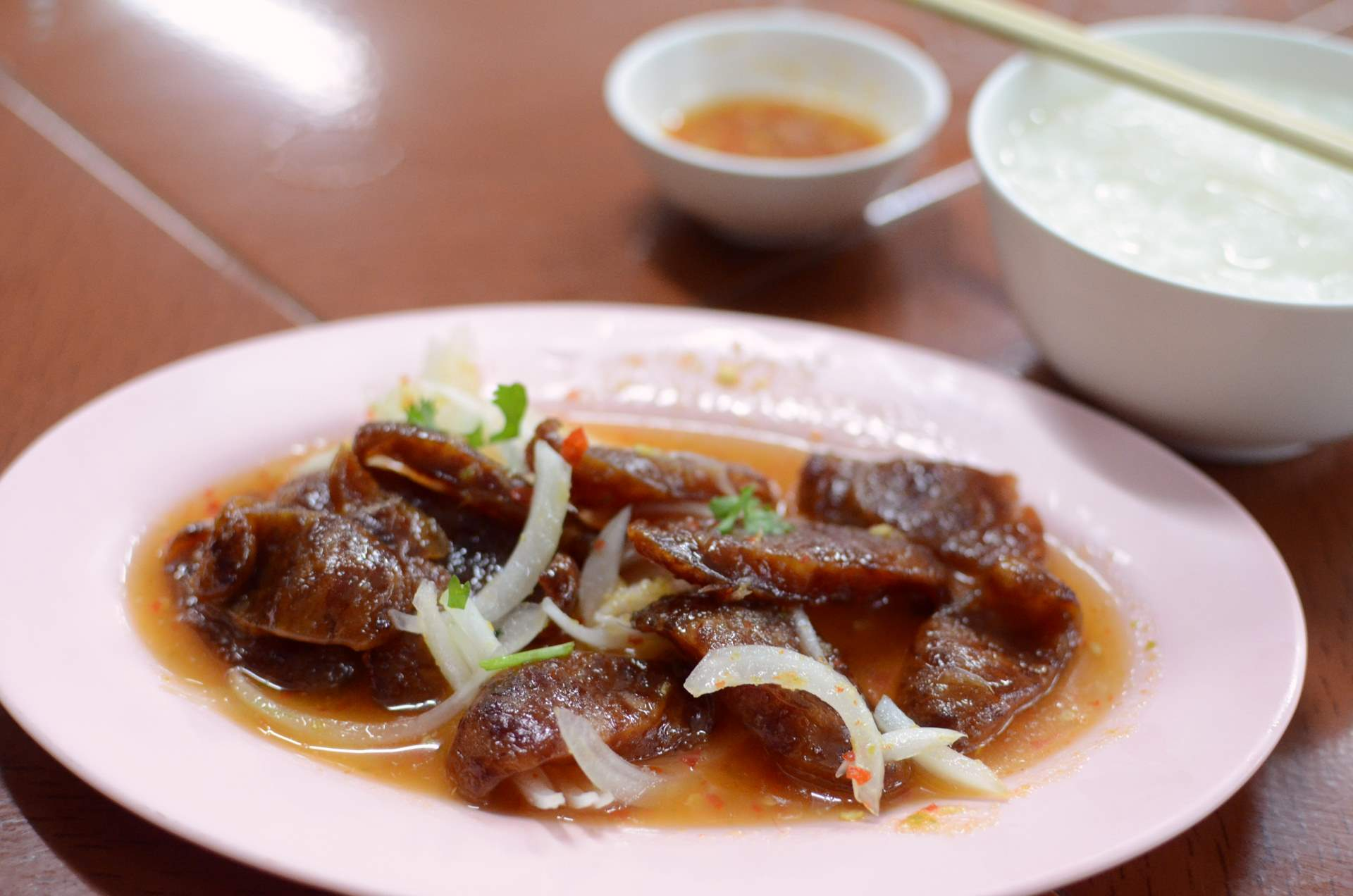
ラチャンから作られるタイのサラダ、ヤムクンチアン

タイ語では、中国ソーセージはタイの華人社会で支配的な潮州語にちなみ、クンチャンと呼ばれる。多くの在タイ華人社会において様々な中華料理に使われるほか、ヤムクンチャンなどのタイ料理にも使われる。ライギョから作られる中国ソーセージもある。

### スリナム
スリナムでは、中国ソーセージは客家語にちなんでファットジョンと呼ばれる。モクシ・メティ・タウミンに用いられる。

### 上記以外の地域
アジア以外の地域においては、中国ソーセージは一般的にアジアンスーパーで入手可能である。ほとんどが真空パックされているものの、一部の中国食料品店はパックされていないものも販売している。国外からの食肉製品の輸入は禁止されているため、中国ソーセージは販売国内で製造されることが多い。例えば、カナダの場合、同国で販売されている中国ソーセージの多くは、バンクーバーやトロントに拠点を置く業者によって製造されている。ハワイにおいては、多くのハワイ在住中国人が現地の料理に取り入れたことから、ラプチョンが広く普及したソーセージとなっている。